# Roberto Valcárcel
Roberto Valcárcel Möller-Hergt (La Paz, Bolivia; 19 de agosto de 1951 - Santa Cruz de la Sierra, 25 de julio de 2021) fue fotógrafo, arquitecto y artista boliviano, considerado el mayor referente del arte conceptual de su país.

## Biografía
Valcárcel nació en el barrio de Sopocachi de la ciudad de La Paz y estudió en el Colegio Alemán de la misma ciudad. Posteriormente, se formó en la localidad alemana de Darmstadt, donde estudió Comunicación Visual y Arquitectura.
En 1978 fundó Producciones Valcárcel, un espacio destinado a la investigación artística. Fue docente de la Facultad de Arquitectura y Artes de la Universidad Mayor de San Andrés y director de la Carrera de Artes de la misma casa de estudios; también fue docente en numerosos espacios formativos de la ciudad de Santa Cruz, ciudad a la que se trasladó en 1993, ante una invitación para enseñar en la Casa de la Cultura de Santa Cruz, ciudad en la cual falleció en 2021 luego de sufrir complicaciones a causa del COVID-19.

## Obra
Su obra se ha expuesto dentro y fuera de Bolivia, habiendo representado a Bolivia en numerosas bienales en Latinoamérica. Obtuvo varias veces premios en el Salón Pedro Domingo Murillo, incluyendo el Gran Premio en 1978 y el premio Obra de Vida en 2021.
Trabajó en las áreas de desarrollo de la creatividad, artes visuales y teoría del arte, diseño, arte conceptual, identidad visual, sistemas creáticos y creatividad aplicada. Sobre su trabajo, señaló que este es "una declaración de guerra a la rutina, a la norma, a la burocracia y a los procedimientos estandarizados y al ‘buen gusto’".
Sus espacios, siempre críticos, a veces crean un efecto trompe l'oeil, como la serie Caras-rostros; su pintura Bolívar, que crítica y aborda las múltiples interpretaciones del héroe nacional y su Campo de alcachofas, que denuncia las dictaduras militares.

### Libros
- 1995: Manual de Creatividad
- 1996: BOLIVIA: Crear para Sobrevivir
- 1996: Valcárcel
- 2008: Tomo 1: Producción artística
- 2008: Tomo 2: Textos acerca del arte y la creatividad